# Ryvangskredsen
Ryvangskredsen var i 1971-2006 en opstillingskreds i Østre Storkreds. Kredsen blev nedlagt i 2007. Området indgår herefter i andre opstillingskredse i Københavns Storkreds.
Den 8. februar 2005 var der 29.839 stemmeberettigede vælgere i kredsen.
Kredsen rummede flg. kommuner og valgsteder:

Pile angiver hvilke kredse afstemningsområderne indgår i fra 2007 og frem
1. Del af Københavns Kommune
  1. Ryvang → Østerbrokredsen
  2. Syd → øst for Lersø Parkallé: Østerbrokredsen og vest for Lersø Parkallé: Nørrebrokredsen.
  3. Vest → Utterslevkredsen